# Dance into the Light (singolo)
Dance into the Light è un singolo del cantante britannico Phil Collins, pubblicato nel 1996 ed estratto dall'album omonimo.

## Tracce
1. Dance into the Light – 4:23
2. Take Me Down – 3:27
3. It's Over (Home Demo) – 4:22

## Formazione
- Phil Collins – voce, batteria, kalimba
- Daryl Stuermer – chitarra solista
- Ronnie Caryl – chitarra ritmica
- Nathan East – basso
- Brad Cole – tastiera
- Harry Kim – tromba
- Daniel Fornero – tromba
- Arturo Velasco – trombone
- Andrew Woolfolk – sassofono
- Amy Keys, Arnold McCuller – cori

## Classifiche
| Classifica (1996)                | Posizione massima |
| -------------------------------- | ----------------- |
| Australia                        | 36                |
| Austria                          | 31                |
| Belgio (Fiandre)                 | 50                |
| Canada                           | 7                 |
| Francia                          | 48                |
| Germania                         | 42                |
| Italia                           | 22                |
| Paesi Bassi                      | 14                |
| Regno Unito                      | 9                 |
| Stati Uniti                      | 45                |
| Stati Uniti (adult contemporary) | 6                 |
| Stati Uniti (adult top 40)       | 19                |
| Stati Uniti (pop)                | 35                |
| Stati Uniti (radio)              | 39                |
| Svizzera                         | 26                |